# Rada Polityczna NSZ
Rada Polityczna NSZ – polityczny organ nadrzędny nad NSZ-ZJ (nie scalonymi)
Powstała w drugiej połowie 1944 r. na tle rozłamu w ramach NSZ związanego ze scaleniem z AK w miejsce Tymczasowej Narodowej Rady Politycznej, której działalność uległa dezintegracji. Na czele Rady Politycznej NSZ stanął Władysław Marcinkowski ps. „Jaxa”. Jej członkami byli wyłącznie działacze Grupy „Szańca” wchodzący w skład tajnej Organizacji Wewnętrznej (m.in. Kazimierz Gluziński, Jerzy Olgierd Iłłakowicz, Stanisław Kasznica, Otmar Wawrzkowicz). Jej pierwszą decyzją było mianowanie na p.o. komendanta głównego NSZ mjr./ppłk. NSZ Stanisława Nakoniecznikowa-Klukowskiego, dotychczasowego komendanta Okręgu II Mazowsze Północne i Okręgu XII Białostockiego. Prowadziła ona także działania zmierzające do zwalczania tej części NSZ, która scaliła się z AK (NSZ-AK).
W sytuacji wkroczenia na wschodnie tereny Polski wojsk sowieckich, Rada Polityczna NSZ powołała 9 sierpnia 1944 r. – w uzgodnieniu z komendantem głównym NSZ gen. bryg. Tadeuszem Jastrzębskim ps. „Powała” – Radę Polityczną NSZ-Zachód. Przejęła ona zwierzchnictwo polityczne nad komendami Okręgów i oddziałami NSZ znajdującymi się na zachód od ówczesnej linii frontu wschodniego. Jej przewodniczącym został K. Gluziński ps. „Franciszek Górnicki”. Następnego dnia zostało wydane zarządzenie nr 1/44, na mocy którego miała powstać Grupa Operacyjna Zachód, czyli późniejsza Brygada Świętokrzyska NSZ. Po zajęciu całości ziem polskich przez Armię Czerwoną, działalność Rady Politycznej NSZ-Zachód uległa likwidacji. W jej miejsce powstał Komitet Pomocniczy.